# Laura Collett
Laura May Collett (31 augustus 1989) is een Brits amazone gespecialiseerd in eventing. 
Collett won tijdens de Olympische Zomerspelen 2020 de gouden medaille in de landenwedstrijd, individueel eindigde zij als negende. Vanwege haar olympische titel werd Collett net als haar ploeggenoten bij de Nieuwjaars lintjesregen onderscheiden als lid in de Orde van het Britse Rijk.

## Resultaten
- Olympische Zomerspelen 2020 in Tokio 9e individueel eventing met London 52
- Olympische Zomerspelen 2020 in Tokio  landenwedstrijd eventing met London 52
- Wereldkampioenschappen 2022 in Rocca di Papa 40e individueel eventing met London 52
- Wereldkampioenschappen 2022 in Rocca di Papa 4e landenwedstrijd eventing met London 52

1912: Nordlander, Adlercreutz, Casparsson,  Horn af Åminne ·
1920: Mörner, Lundström, von Braun,  Dyrsch ·
1924: Van der Voort van Zijp, Pahud de Mortanges, De Kruijff,  Colenbrander ·
1928: Pahud de Mortanges, De Kruijff, Van der Voort van Zijp ·
1932: Thomson, Chamberlin, Argo ·
1936: Stubbendorf, Lippert, von Wangenheim ·
1948: Henry, Anderson, Thomson ·
1952: von Blixen-Finecke, Stahre, Frölén ·
1956: Weldon, Rook, Hill ·
1960: Morgan, Lavis, Roycroft ·
1964: Checcoli, Angioni, Ravano ·
1968: Allhusen, Meade, Jones ·
1972: Meade, Gordon-Watson, Parker, Phillips ·
1976: Coffin, Plumb, Davidson, Tauskey ·
1980: Blinov, Salnikov, Volkov, Rogosjin ·
1984: Plumb, Stives, Fleischmann, Davidson ·
1988: Erhorn, Baumann, Kaspareit, Ehrenbrink ·
1992: Green, Rolton, Hoy, Ryan ·
1996: Schaeffer, Rolton, Hoy, Dutton ·
2000: Dutton, Hoy, Tinney, Ryan ·
2004: Boiteau, Lyard, Courrèges, Teulère, Touzaint ·
2008: Thomsen, Ostholt, Dibowski, Klimke, Romeike ·
2012: Auffarth, Jung, Klimke, Schrade, Thomsen ·
2016: Laghouag, Lemoine, Nicolas, Vallette ·
2020: Collett, McEwen, Townend ·
2024: Canter, Collett, McEwen